# Mazzaspitz
Der Mazzaspitz ⓘ (zu rätoromanisch mazza für ‚Keule, schwerer Eisenhammer‘) ist ein mächtiges Felsmassiv, das die nördliche Talseite von Juf im Kanton Graubünden in der Schweiz beherrscht. Er hat eine Höhe von 3164 m ü. M. Er besteht aus einem stattlichen Felsmassiv mit zierlicher Kalotte, die im Frühsommer von Schnee bedeckt ist, während sie im Hochsommer wegen des sie bedeckenden grünen Schiefers in der Sonne förmlich glänzt. Der Mazzaspitz ist ein anspruchsvoller Skitourenberg.

## Lage und Umgebung
Der Mazzaspitz gehört zur Piz Platta-Gruppe, einer Untergruppe der Oberhalbsteiner Alpen. Über den Gipfel verläuft die Gemeindegrenze zwischen Avers und Surses. Der Mazzaspitz wird im Südwesten durch das Averstal und im Nordosten durch die Val Bercla, einem Seitental der Val Faller, das wiederum ein Seitental des Oberhalbsteins ist, eingefasst.
Die Nordwand bildet, obschon der Kamm vom Jupperhorn durch eine ziemlich tiefe, breite Einsattelung geschieden ist, mit der Jupperhorn-Nordwand einen einzigen Steilabfall. Gegen Osten, zur Westlichen Fallerfurgga, fällt ein mässig steiler Grat ab, der sich nach einem Sättelchen (2973 m) nochmals zu einer kleineren Spitze aufschwingt. Der ebenfalls mässig steil nach Süden abfallende Grat teilt sich in der Mitte in einen südwestlichen und einen südöstlichen Arm.
Zu den Nachbargipfeln gehören das Wengahorn (2848 m) im Süden, das Jupperhorn (3155 m) im Nordwesten, der Piz Platta (3391 m) im Norden und Piz Scalotta (2991 m) und Piz Surparé (3077 m) im Osten. Zwischen Mazzaspitz und Piz Surparé befindet sich die Fuorcla da Faller (2837 m).
Der am weitesten entfernte sichtbare Punkt (44° 13′ 58,6″ N, 7° 21′ 28,9″ O) vom Mazzaspitz befindet sich 1644 m nordöstlich der Cima Lausetto in der italienischen Gemeinde Valdieri (Provinz Cuneo) zwischen Cuneo und Nizza und ist 303 km entfernt.
Talort und häufiger Ausgangspunkt ist Juf.

## Routen zum Gipfel

### Sommerrouten
Der Mazzaspitz wird wenig besucht, obschon seine Besteigung keine besonderen Schwierigkeiten bietet.

#### Über den Südgrat
- Ausgangspunkt: Juf (2125 m)
- Via: Zuerst Richtung Stallerberg, dann Richtung Fallerfurgga bis zum Obera Flüesee (2789 m), dann zum P.2940 des Südostgrates.
- Schwierigkeit: L, bis zum Obera Flüesee als Wanderweg weiss-rot-weiss markiert.
- Zeitaufwand: 3¼ Stunden
- Erstbegehung: Carl Täuber mit N. Lozza, 7. August 1915.

#### Durch die Südostwand
Die Route ist wenig bequem für den Aufstieg (Geröll, streckenweise auf plattiger Felsunterlage), bei günstigem Altschnee jedoch für den Abstieg geeignet. Unterhalb der Schuttkalotte des Gipfels befinden sich einige Felsstufen, was aber von oben kaum zu erkennen ist. Zweckmässigerweise orientiert man sich deshalb bereits beim Aufstieg über Verhältnisse und einzuschlagende Linienführung.
- Ausgangspunkt: Juf (2125 m)
- Via: Zuerst Richtung Stallerberg, dann Richtung Fallerfurgga bis zum Obera Flüesee (2789 m), dann gegen Nordwesten zu einer Rinne und über der Felswand gegen links zum Südgrat.
- Schwierigkeit: L, bis zum Obera Flüesee als Wanderweg weiss-rot-weiss markiert
- Zeitaufwand: 3¼ Stunden

#### Über den Westgrat
- Ausgangspunkt: Podestatenhaus (2046 m)
- Via: Zum Schuttsattel (ca. 3065 m) zwischen Jupperhorn und Mazzaspitz, dann über den Westhang.
- Schwierigkeit: L
- Zeitaufwand: 3¾ Stunden (½ Stunde vom Schuttsattel)
- Erstbegehung: Robert Helbling, 10. Oktober 1903

#### Über den Ostgrat
- Ausgangspunkt: Juf (2125 m) oder Mulegns (1481 m)
- Via:

1. Von Juf zuerst Richtung Stallerberg, dann Richtung Fallerfurgga bis zum Obera Flüesee (2789 m), dann zur Westlichen Fallerfurgga (2838 m), dann via Ostgrat.
2. Von Mulegns via Tga, Val Bercla, Westliche Fallerfurgga (2838 m), dann via Ostgrat.

- Schwierigkeit: WS, bis kurz vor der Westlichen Fallerfurgga als Wanderweg weiss-rot-weiss markiert.
- Zeitaufwand: 1¼ Stunden von der Westlichen Fallerfurgga

1. 3½ Stunden von Juf
2. 5¼ Stunden von Mulegns

- Alternative: Den P.2973 auf dem Ostgrat erreicht man von Juf aus rascher aus der grossen Schuttmulde südöstlich des Mazzaspitzes.
- Erstbegehung: Martin Cavegn, September 1879.

### Winterrouten
Anspruchsvolles Skitourenziel, das neben sicheren Verhältnissen auch Alpinerfahrung voraussetzt. Das Schutzgebiet westlich des Foppaspitz ist zu beachten.

#### Von Juf
- Ausgangspunkt: Juf (2125 m)
- Via: Wasserfassung, Lawinenverbauungen, Hinderem Foppa, Südgrat nördlich von P.2941 (Skidepot), Südgrat
- Expositionen: S
- Schwierigkeit: ZS
- Zeitaufwand: 3½ Stunden
- Abfahrt: Auf der Aufstiegsroute. Gute Skifahrer können vom Gipfel über die Südostflanke bzw. Couloir abfahren (40–45° auf 200 Höhenmeter).

## Galerie

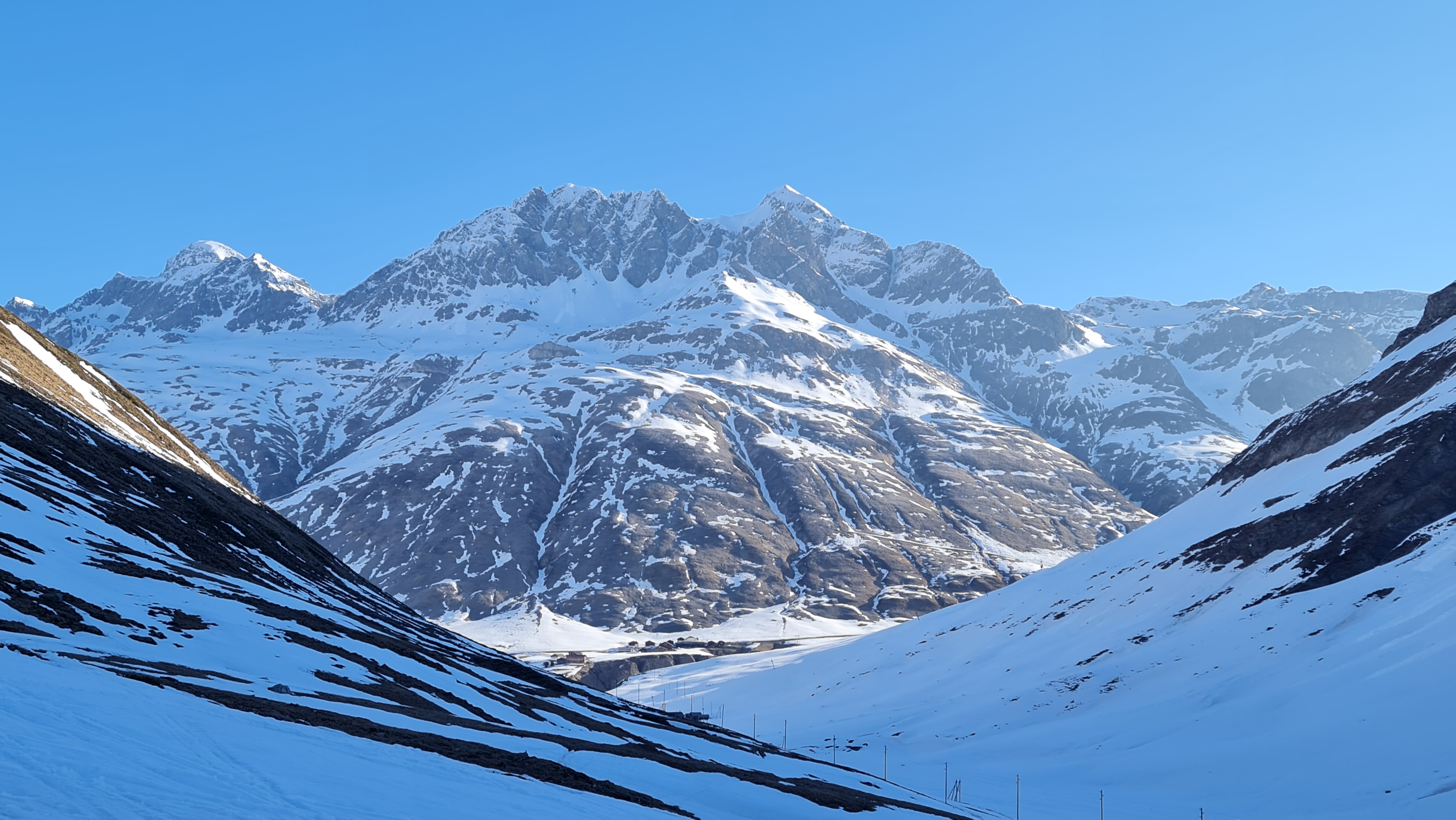
Piz Platta, Jupperhorn und Mazzaspitz v. l. n. r., aufgenommen von Bergalga (für Annotationen der einzelnen Berge aufs Bild klicken).
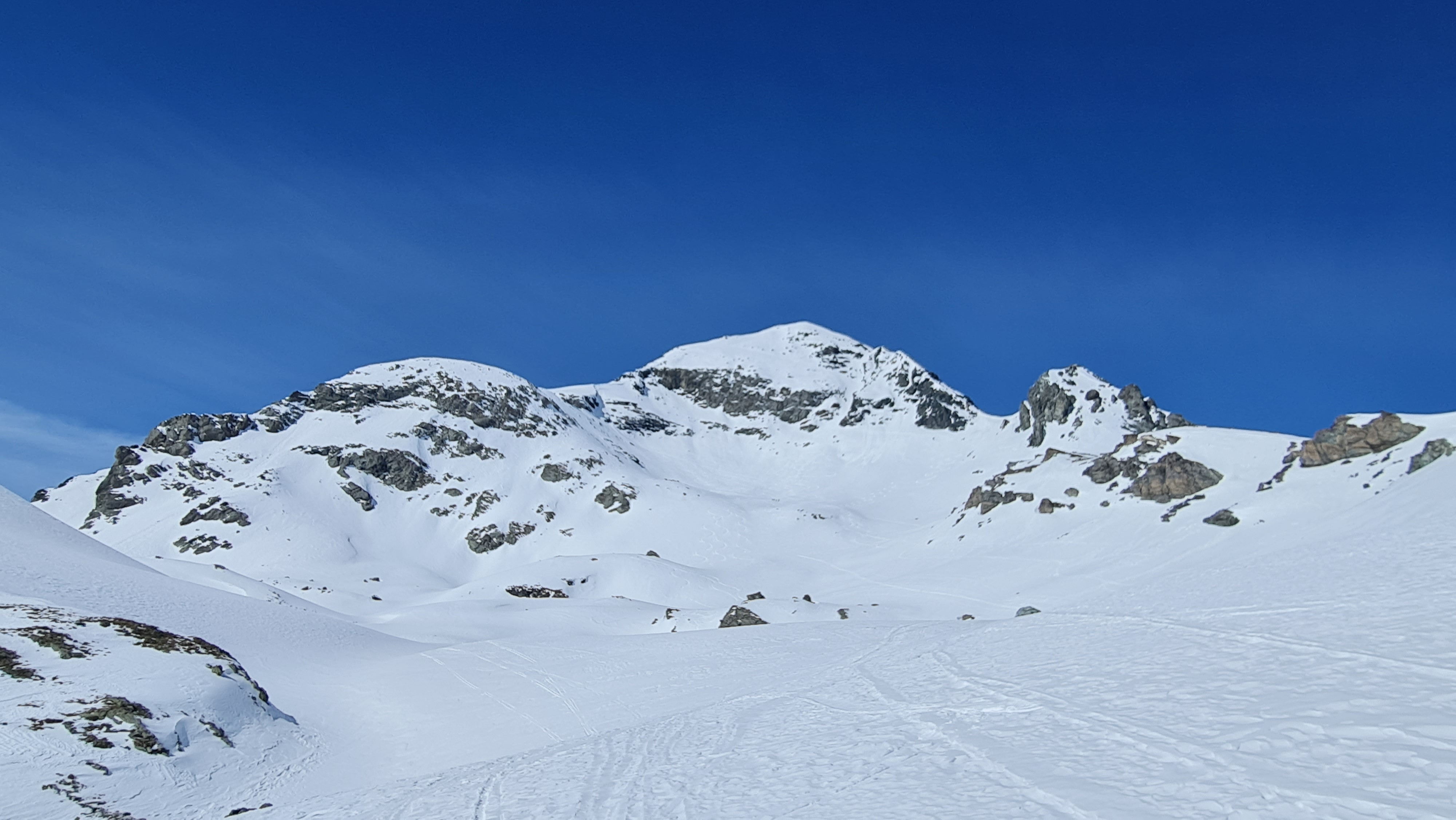
Südostflanke des Mazzaspitz, rechts das 40–45° steile Couloir.
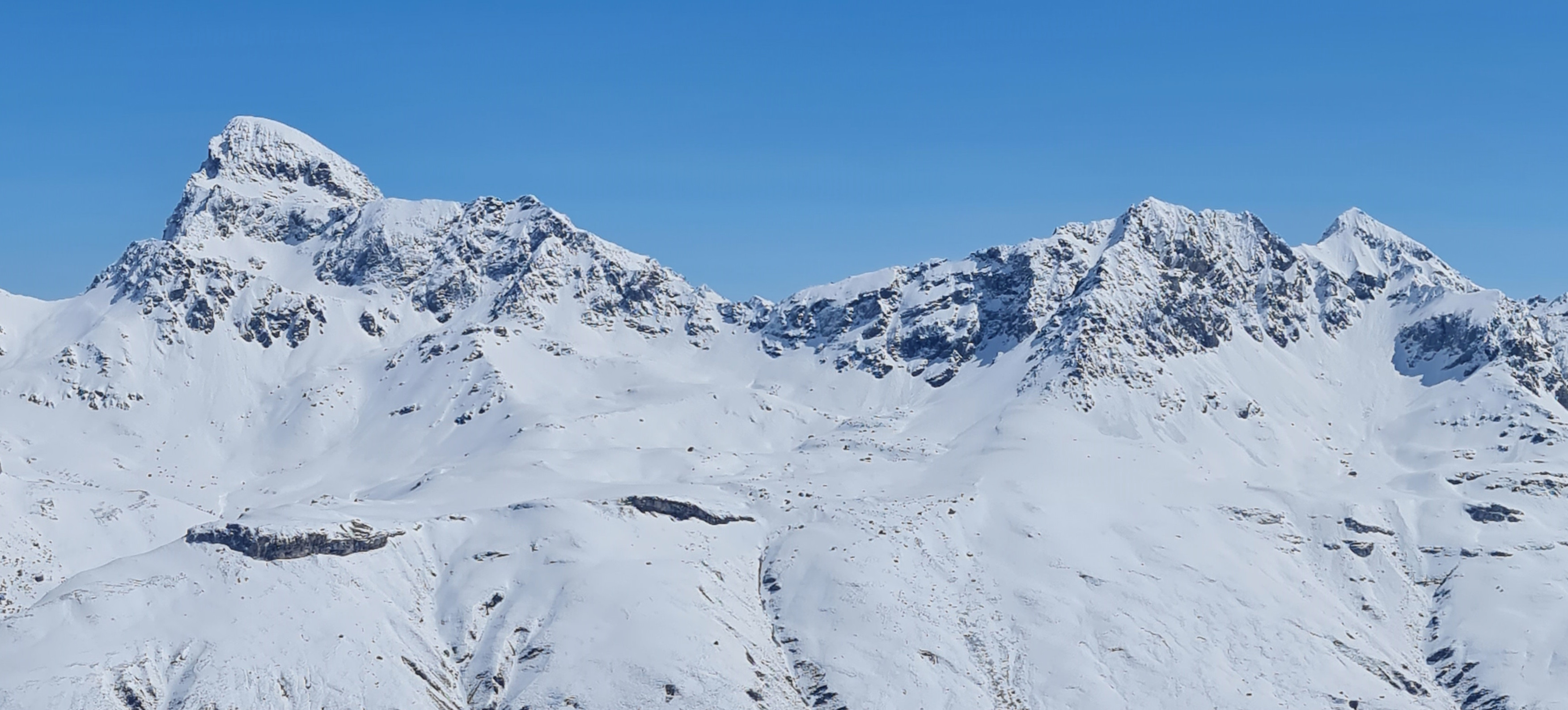
Piz Platta, Jupperhorn und Mazzaspitz v. l. n. r., aufgenommen vom Chlin Hüreli  (für Annotationen der einzelnen Berge aufs Bild klicken).